# Wulwektomia
Wulwektomia (ang. vulvectomy z łac. vulva 'srom' i gr. ἐκτομή, ektomḗ 'wycinanie') – zabieg ginekologiczny polegający na usunięciu części lub całości zewnętrznych kobiecych narządów płciowych. Przeprowadzany jako ostateczny zabieg w niemożliwych do wyleczenia metodami zachowawczymi przypadkach raka, zakażeń HPV (kłykciny kończyste). Mimo radykalności zabiegu, funkcje seksualne narządu z reguły pozostają zachowane, choć często w ograniczonym zakresie.
Wulwektomia całkowita obejmuje: wargi sromowe większe, błonę śluzową dolnej ściany pochwy, obustronne usunięcie węzłów chłonnych pachwinowych i udowych. Wulwektomia częściowa polega na usunięciu zmienionych chorobowo fragmentów sromu.